# Cine de Santo Tomé y Príncipe
El cine de Santo Tomé y Príncipe no tiene una historia extensa, ya que el país africano es una isla de pequeña extensión. Sin embargo se han realizado algunas películas.

## Cine colonial
Los cineastas coloniales filmaron documentales etnográficos en la isla, como Ernesto de Albuquerque que rodó A cultura do Cacau en Santo Tomé en 1909, y Cardoso Furtado con Serviçal e Senhor en 1910.

## Cine contemporáneo
El único largometraje de Santo Tomé y Príncipe hasta ahora es A frutinha do Equador, una coproducción de 1998 entre Austria, Alemania y Santo Tomé y Príncipe. Dirigida por Herbert Brodl, con actores nativos, la película es una combinación de cuentos de hadas, documental, road movie y comedia.
Los documentales ambientados en la isla incluyen:
- Extra Bitter: The Legacy of the Chocolate Islands, documental de 2000 de Derek Vertongen
- Santo Tomé, cent-pour-pent cacao, documental de 2004 de Virginie Berda
- Mionga ki Ôbo, documental de 2005 de Ângelo Torres
- The Lost Wave, documental de surf de 2007 de Sam George